# Retro Active
| Recensione    | Giudizio |
| ------------- | -------- |
| AllMusic      |          |
| Rolling Stone |          |
| Sputnikmusic  |          |

Retro Active è un album del gruppo musicale britannico Def Leppard, pubblicato il 5 ottobre 1993 dalla Mercury Records. Si tratta di una raccolta di lati B e tracce alternative, alcune delle quali ri-registrate e ri-arrangiate. L'album raggiunse la posizione numero 9 della Billboard 200 negli Stati Uniti e la numero 6 della Official Albums Chart nel Regno Unito.

## Storia
Dopo aver pubblicato solo quattro album nel corso di un decennio, i Def Leppard fecero uscire Retro Active per rompere questa abitudine, per fornire una vera chicca ai fan irriducibili, e per chiudere definitivamente la porta all'era "Steve Clark" della band.
Nonostante molti brani inseriti nell'album fossero già presenti nei singoli pubblicati dal gruppo durante gli anni, alcune parti vennero ri-registrate durante la tournée promozionale di Adrenalize.
She's Too Tough e la versione elettrica di Miss You in a Heartbeat furono originariamente pubblicate come tracce bonus per l'edizione giapponese di Adrenalize.
Due canzoni incomplete provenienti dalle sessioni di registrazione di Hysteria, Desert Song e Fractured Love, vennero completate apposta per l'album. Two Steps Behind, una ballata acustica originariamente registrata in versione elettrica, venne consegnata al direttore d'orchestra Michael Kamen per essere inserita nella colonna sonora del film Last Action Hero - L'ultimo grande eroe. Sarebbe diventato poi l'ultimo singolo della band a raggiungere la top 20 negli Stati Uniti, piazzandosi alla posizione numero 12.
L'album presenta anche una cover degli Sweet, Action (che nel Regno Unito ebbe poi maggior successo della versione originale), e una di Mick Ronson, Only After Dark. Nonostante sia stata scritta dal chitarrista Phil Collen, Miss You in a Heartbeat venne originariamente usata sull'omonimo album di debutto del supergruppo The Law, formato da Paul Rodgers e il batterista Kenney Jones degli Who.
La versione di Ride into the Sun contenuta nell'album non è la stessa di quella presente nel The Def Leppard E.P., ma una nuova versione registrata nel 1987. Si differenzia però leggermente anche dalla versione utilizzata come lato B del singolo Hysteria. La versione usata come lato B vede come intro un assolo di batteria di Rick Allen, mentre la nuova si contraddistingue per un intro di pianoforte eseguito da Ian Hunter.
Retro Active contiene una traccia nascosta: una versione solo al pianoforte di Miss You in a Heartbeat
Questo è il primo album dei Def Leppard a contenere materiale registrato con il nuovo chitarrista Vivian Campbell.

## Copertina
La copertina dell'album, realizzata da Hugh Syme, raffigura una signora seduta a un tavolino, mentre guarda in uno specchio. Tuttavia, la copertina è particolare perché, se vista da una certa distanza, assume la forma di un teschio (un tipo di arte vanitas): la testa della donna forma l'occhio destro, il suo riflesso nello specchio forma quello sinistro, lo specchio stesso costituisce la forma del cranio, degli accessori sul tavolo formano il naso, le narici e i denti, e la tovaglietta sulla toilette forma la mandibola.
La copertina è stata ispirata dall'opera più famosa del pittore statunitense Charles Allan Gilbert, All Is Vanity (1892).

## Tracce
1. Desert Song - 5:15 (Steve Clark, Joe Elliott, Rick Savage)
  - dalle sessioni di registrazione dell'album Hysteria
2. Fractured Love - 5:12 (Clark, Elliott, Savage)
  - dalle sessioni di registrazione dell'album Hysteria
3. Action - 3:40 (cover degli Sweet)
  - dal lato B del singolo Make Love Like a Man
4. Two Steps Behind (versione acustica) - 4:17 (Elliott)
  - dal lato B del singolo Make Love Like a Man
  - pubblicata originariamente per la colonna sonora di Last Action Hero - L'ultimo grande eroe
5. She's Too Tough - 3:40 (Elliott)
  - dal lato B del singolo Heaven Is
6. Miss You in a Heartbeat (versione acustica) - 4:04 (Phil Collen)
  - dal lato B del singolo Make Love Like a Man
7. Only After Dark - 3:52 (Mick Ronson, Scott Richardson)
  - dal lato B del singolo Let's Get Rocked
8. Ride into the Sun - 3:12 (Clark, Collen, Elliott, Savage)
  - dal lato B del singolo Hysteria
  - prima versione della canzone presente in The Def Leppard E.P.
9. From the Inside - 4:16 (Elliott)
  - dal lato B del singolo Have You Ever Needed Someone So Bad
10. Ring of Fire - 4:42 (Clark, Collen, Elliott, Robert John "Mutt" Lange, Savage)
  - dal lato B del singolo Armageddon It
11. I Wanna Be Your Hero - 4:30 (Clark, Collen, Elliott, Lange, Savage)
  - dal lato B del singolo Hysteria
12. Miss You in a Heartbeat (versione elettrica) - 4:55 (Collen)
13. Two Steps Behind (versione elettrica) - 4:31 (Elliott)
14. Miss You in a Heartbeat (versione piano) – traccia fantasma – 4:09 (Collen)

### Desert Song
Idea musicale nata durante le sessioni di Hysteria, questa canzone non venne registrata in quanto priva di testo. Ancora senza liriche, la base musicale venne completata nel 1993, quando a Joe Elliott giunse l'ispirazione per scrivere il testo in un giorno di riposo durante il tour di Adrenalize.

### Fractured Love
La prima canzone venuta fuori durante le sessioni compositive di Hysteria ma lasciata sullo scaffale fino al 1993, quando il gruppo le trovò un nuovo arrangiamento e ne riscrisse l'intro.

### Action
Cover di una canzone degli Sweet, è diventata uno dei pezzi forti durante i concerti dal vivo dei Def Leppard.

### Two Steps Behind (versione acustica)
Nata da una demo registrata da Joe Elliott in versione elettrica, la band intera decise di provare a registrarla acustica quasi per gioco. La nuova versione è alla fine emersa come lato b
su singolo nel 1992. Gli strumenti ad arco vennero aggiunti un anno dopo, quando la canzone fu scelta per la colonna sonora del film Last Action Hero - L'ultimo grande eroe.

### She's Too Tough
Scritta in quindici minuti e registrata in poco più di tre giorni dal solo Joe Elliott con tutta la strumentazione originale, la canzone fu inizialmente usata dalla band canadese Helix per il loro album Wild in the Streets del 1987. Venne ripresa dai Def Leppard nel 1992, quando i restanti membri del gruppo (Phil Collen, Rick Savage, Rick Allen) registrarono le loro parti.

### Miss You in a Heartbeat (versione acustica)
Inizialmente composta da Phil Collen in versione elettrica, venne ri-registrata dopo che Collen stesso sentì Joe Elliott provare la canzone al pianoforte. L'intenzione era quella di farne una versione solo piano e voce, ma si aggiunsero poi la batteria di Rick Allen e il basso di Rick Savage.
La versione solo piano e voce appare come traccia nascosta alla fine dell'album.

### Only After Dark
Cover di una canzone di Mick Ronson, ri-arrangiata nello stile dei Def Leppard.

### Ride into the Sun
Nuova registrazione della canzone apparsa in The Def Leppard E.P. nel 1979. Venne registrata di nuovo per il semplice gusto di farlo e perché Phil Collen e Rick Allen, che non suonarono nell'originale in quanto non facenti ancora parte del gruppo, pensarono avesse un buon riff.

### From the Inside
Nata da una jam session di Joe Elliott con altri musicisti, venne inizialmente utilizzata per una serie televisiva britannica, quando fu chiesto ad Elliott stesso di esibirsi con artisti di diverso campo musicale. La canzone tratta della dipendenza da alcol, facendo con molta probabilità riferimento agli ultimi mesi di vita di Steve Clark.

### Ring of Fire
Originariamente scritta con Mutt Lange, durante le sessioni compositive di Hysteria, venne alla fine utilizzata come lato B. Il gruppo ha spesso scherzato sul reale significato della canzone.

### I Wanna Be Your Hero
Originariamente intitolata "Love Bites", questa canzone fu parte delle sessioni di Hysteria. Il titolo venne poi usato per un'altra traccia dello stesso album. I Wanna Be Your Hero fu riesumata con un nuovo coro per essere un lato B.

### Miss You in a Heartbeat (versione elettrica)
Incisa sotto forma di demo durante le sessioni di Adrenalize con Phil Collen che canta e suona tutti gli strumenti, questa canzone fu originariamente usata dai Law di Paul Rodgers e Kenney Jones. Venne registrata dai Def Leppard nel 1992, quando Rick Savage registrò nuove parti di basso, Rick Allen suonò la batteria, e Joe Elliott sostituì Collen alla voce.

### Two Steps Behind (versione elettrica)
Originariamente incisa durante le sessioni di Adrenalize con Joe Elliott che suona tutti gli strumenti, questa canzone venne registrata dal resto del gruppo subito dopo il concerto al Don Valley Stadium di Sheffield del 6 giugno 1993 (in cui il pezzo fu presentato per la prima volta dal vivo in versione acustica).

## Formazione
Gruppo
- Joe Elliott – voce, chitarra ritmica, pianoforte
- Vivian Campbell – chitarre, cori
- Steve Clark – chitarre, cori
- Phil Collen – chitarre, cori
- Rick Savage – basso, tastiere, cori
- Rick Allen – batteria

Altri musicisti
- Ian Hunter – pianoforte in Ride into the Sun
- Michael Kamen – arrangiamento strumenti ad arco in Two Steps Behind (versione acustica)
- Robert John "Mutt" Lange – cori
- Fiachna Ó Braonáin – tin whistle in From the Inside
- Liam Ó Maonlaí – pianoforte in From the Inside
- Peter O'Toole – mandolino in From the Inside
- P.J. Smith – cori in Action
- Pete Woodroffe – pianoforte in Miss You in a Heartbeat